# Daags na de Tour
Daags na de Tour is een Nederlands wielerevenement dat vanaf 1979 op de maandag direct na afloop van de Ronde van Frankrijk in het centrum van Boxmeer wordt gehouden. In 1970 en in 1975-1978 werd het criterium verreden onder de naam Ronde van Boxmeer. In 1970 werd het georganiseerd in september, in de jaren 1975-1978 in mei.
Meestal doen aan deze koers bekende wielernamen uit de Ronde van Frankrijk mee. Recordhouder is Michael Boogerd met vijf overwinningen.
De editie van 2014 was een bijzondere. Het was alweer de veertigste keer dat het evenement georganiseerd werd en dus was er aandacht voor het jubileum.
Opvallend was ook dat het na de rit van 80 km niet, zoals afgesproken, Rafał Majka was die derde werd. Hij reed enkele rondes voor het einde lek met diskwalificatie tot gevolg. De Pool, die in de Ronde van Frankrijk de bolletjestrui veroverde, mocht zodoende niet meesprinten in de kopgroep. Hij werd als vierde persoon toch op het podium geroepen en kreeg van de organisatie de pechprijs.
In de editie van 2017 zorgden de komst van Tom Dumoulin en Anna van der Breggen, winnaars van respectievelijk de Giro d’Italia en Giro Rosa van dat jaar, ervoor dat er veel meer toeschouwers kwamen dan voorgaande jaren. In 2017 werd voor het eerst ook een vrouwenwedstrijd gereden. In 2018 en 2019 werd deze, vanwege concurrentie met andere wedstrijden,  vervangen door een dernykoers.
In 2020 en 2021 ging Daags na de Tour niet door als gevolg van de coronapandemie. In 2022 en 2023 viel de vrouwenwedstrijd samen met de Tour de France Femmes.

## Uitslagen

### Mannen
| jaar | winnaar                      | tweede                       | derde                        |
| ---- | ---------------------------- | ---------------------------- | ---------------------------- |
| 2025 | Thymen Arensman              | Jonathan Milan               | Danny van Poppel             |
| 2024 | Dylan Groenewegen            | Mike Teunissen               | Wout Poels                   |
| 2023 | Jonas Vingegaard             | Wout Poels                   | Mike Teunissen               |
| 2022 | Mathieu van der Poel         | Danny van Poppel             | Pascal Eenkhoorn             |
| 2021 | Deze edities werden afgelast | Deze edities werden afgelast | Deze edities werden afgelast |
| 2020 | Deze edities werden afgelast | Deze edities werden afgelast | Deze edities werden afgelast |
| 2019 | Mike Teunissen               | Wout Poels                   | Steven Kruijswijk            |
| 2018 | Bram Tankink                 | Tom Dumoulin                 | Bauke Mollema                |
| 2017 | Dylan Groenewegen            | Koen de Kort                 | Tom Dumoulin                 |
| 2016 | Bauke Mollema                | Wout Poels                   | Stef Clement                 |
| 2015 | Wout Poels                   | Robert Gesink                | Koen de Kort                 |
| 2014 | Lars Boom                    | Tom Dumoulin                 | John Degenkolb               |
| 2013 | Bauke Mollema                | Wout Poels                   | Marcel Kittel                |
| 2012 | Vincenzo Nibali              | Laurens ten Dam              | Christian Knees              |
| 2011 | Lars Boom                    | Johnny Hoogerland            | Laurens ten Dam              |
| 2010 | Lars Boom                    | Andy Schleck                 | Niki Terpstra                |
| 2009 | Andy Schleck                 | Koos Moerenhout              | Fränk Schleck                |
| 2008 | Koos Moerenhout              | Andy Schleck                 | Steven de Jongh              |
| 2007 | Michael Boogerd              | Mauricio Soler               | Steven de Jongh              |
| 2006 | Michael Boogerd              | Koos Moerenhout              | Fränk Schleck                |
| 2005 | Michael Boogerd              | Ivan Basso                   | Pieter Weening               |
| 2004 | Servais Knaven               | Thomas Voeckler              | Erik Zabel                   |
| 2003 | Erik Zabel                   | Servais Knaven               | Aleksandr Vinokoerov         |
| 2002 | Michael Boogerd              | Servais Knaven               | Bart Voskamp                 |
| 2001 | Erik Zabel                   | Servais Knaven               | Michael Boogerd              |
| 2000 | Erik Dekker                  | Marco Pantani                | Max van Heeswijk             |
| 1999 | Lance Armstrong              | Robbie McEwen                | Servais Knaven               |
| 1998 | Michael Boogerd              | Erik Zabel                   | Ján Svorada                  |
| 1997 | Jan Ullrich                  | Michael Boogerd              | Erik Zabel                   |
| 1996 | Bart Voskamp                 | Danny Nelissen               | Erik Zabel                   |
| 1995 | Maarten den Bakker           | Erik Zabel                   | Erik Dekker                  |
| 1994 | Jean-Paul van Poppel         | Djamolidin Abdoesjaparov     | Peter Pieters                |
| 1993 | Tony Rominger                | Mario Cipollini              | Steven Rooks                 |
| 1992 | Claudio Chiappucci           | Jean-Paul van Poppel         | Olaf Ludwig                  |
| 1991 | Gianni Bugno                 | Maurizio Fondriest           | Twan Poels                   |
| 1990 | Adrie van der Poel           | Erik Breukink                | Claudio Chiappucci           |
| 1989 | Frans Maassen                | Jacques Hanegraaf            | Twan Poels                   |
| 1988 | Gert-Jan Theunisse           | Peter Winnen                 | Jelle Nijdam                 |
| 1987 | Adrie van der Poel           | Erik Breukink                | Peter Stevenhaagen           |
| 1986 | Eric Vanderaerden            | Guido Bontempi               | Jean-Paul van Poppel         |
| 1985 | Phil Anderson                | Joop Zoetemelk               | Henk Lubberding              |
| 1984 | Ad Wijnands                  | Fons van Katwijk             | Peter Winnen                 |
| 1983 | Peter Winnen                 | Hennie Kuiper                | Piet van Katwijk             |
| 1982 | Henk Lubberding              | Johan van der Velde          | Hennie Kuiper                |
| 1981 | Ad Wijnands                  | Leo van Vliet                | Cees Priem                   |
| 1980 | Gerrie Knetemann             | Leo van Vliet                | Heddie Nieuwdorp             |
| 1979 | Gerrie Knetemann             | Gerrie van Gerwen            | Fons van Katwijk             |
| 1978 | Jan Krekels                  | Jan Huisjes                  | Martin Havik                 |
| 1977 | Eddy Merckx                  | Jan van Katwijk              | Jan Huisjes                  |
| 1976 | Walter Godefroot             | Piet van Katwijk             | Joop Zoetemelk               |
| 1975 | Rik Van Linden               | Wil de Vlam                  | Harm Ottenbros               |
| 1970 | Joop Zoetemelk               | Gerard Vianen                | Roger De Vlaeminck           |

### Vrouwen
| jaar | winnaar                      | tweede                       | derde                        | opmerking                    |
| ---- | ---------------------------- | ---------------------------- | ---------------------------- | ---------------------------- |
| 2025 | Ellen van Dijk               | Nienke Veenhoven             | Floortje Mackaij             |                              |
| 2024 | Lorena Wiebes                | Chantal van den Broek-Blaak  | Inge van der Heijden         |                              |
| 2023 | Femke de Vries               | Lonneke Uneken               | Sabrina Stultiens            |                              |
| 2022 | Loes Adegeest                | Femke de Vries               | Anneke Dijkstra              |                              |
| 2021 | Deze edities werden afgelast | Deze edities werden afgelast | Deze edities werden afgelast | Deze edities werden afgelast |
| 2020 | Deze edities werden afgelast | Deze edities werden afgelast | Deze edities werden afgelast | Deze edities werden afgelast |
| 2019 | Marianne Vos                 | Annemiek van Vleuten         | Anna van der Breggen         | dernykoers                   |
| 2018 | Anna van der Breggen         | Lucinda Brand                | Sabrina Stultiens            | dernykoers                   |
| 2017 | Chantal Blaak                | Amy Pieters                  | Marianne Vos                 |                              |